# Pseudanophthalmus valentinei
Pseudanophthalmus valentinei är en skalbaggsart som beskrevs av René Gabriel Jeannel. Pseudanophthalmus valentinei ingår i släktet Pseudanophthalmus och familjen jordlöpare. Inga underarter finns listade i Catalogue of Life.